# Staurothele fuscocuprea
Staurothele fuscocuprea är en lavart som först beskrevs av William Nylander och som fick sitt nu gällande namn av Georg Hermann Zschacke. 
Staurothele fuscocuprea ingår i släktet Staurothele och familjen Verrucariaceae. Arten är reproducerande i Sverige.